# National Thowheeth Jama'ath
National Thowheeth Jama'ath (NTJ; em árabe: جماعة التوحيد الوطنية; Jamā‘at at-Tawḥīd al-Waṭanīyah, "Organização para o Monoteísmo Nacional") é um grupo jihadista do Sri Lanka envolvido nos atentados de Páscoa no Sri Lanka. Acredita-se que o grupo tem ligação com o Estado Islâmico.

## Objetivos
O grupo promove a "ideologia do terrorismo islâmico". O diretor do Centro Internacional para o Estudo do Extremismo Violento afirmou que o NTJ "busca trazer o movimento jihadista global para o Sri Lanka e criar ódio, medo e divisões na sociedade."

## Histórico
Acredita-se que o NTJ é uma divisão do Sri Lanka Thowheed Jamath (SLTJ), uma organização islamista linha-dura, por volta do ano de 2016. Várias organizações muçulmanas do Sri Lanka condenaram a liderança do NTJ em 2016 por defenderem a doutrinação fundamentalista extrema de crianças e pelos embates com monges budistas. Abdul Razik, um dos líderes da organização, foi preso por incitação ao racismo.

### Atentando de Páscoa
O NTJ tornou-se conhecido da força policial do Sri Lanka quando um policial enviou um anúncio às autoridades alertando sobre um possível ataque a igrejas 10 dias antes dos atentados de Páscoa no Sri Lanka de 21 de abril de 2019. Segundo o relatório, "o NTJ planeja realizar ataques suicidas tendo como alvo igrejas proeminentes bem como a alta comissão indiana em Colombro." O primeiro ministro, Ranil Wickremesinghe, comentou que oficiais do governo não receberam o alerta e que"investigariam o motivo pelo qual precauções adequadas não foram tomadas."